# Astyanax biotae
Astyanax biotae  é uma espécie peixe de água doce da família dos caracídeos, nativo do Brasil, pertencente ao gênero astyanax, popularmente conhecidos coletivamente como "lambaris".
Os únicos exemplares foram obtidos em um expedição da Universidade de São Paulo conduzida por Ricardo Macedo Correa e Castro, coordenador de um dos projetos do programa Biota, o nome da espécie em si é uma homenagem ao Biota-FAPESP, que realiza levantamentos sobre a fauna e flora do Estado de São Paulo. Os primeiros espécimens foram capturados no dia 7 de agosto de 2000 em um riacho da bacia do Rio Paranapanema, o córrego Água Mole, município de Diamante do Norte, Paraná. As dimensões obtidas foram de até 65,5 mm e peso de 4 gramas, constituindo segundo a pesquisa a menor das espécies de Astyanax que habitam a região.